# Wheels Of Fire
Wheels Of Fire е двоен албум от 1968 г. на британската рок група Крийм. Състои се от две части: студийна и концертна. Изкачва се на 3-та позиция във Великобритания и първа в САЩ, ставайки първия двоен албум с платинен сертификат за продажби. През 2003 г. е разположен под номер 203 в класацията на Ролинг Стоун „500 най-добри албуми на всички времена“.
Издаден е също така като две отделни дългосвирещи плочи: Wheels Of Fire (In The Studio) и Wheels Of Fire (Live At The Fillmore). Така те се предлагат заедно, със сходно художествено оформление на обложката. Във Великобритания обложката на студийния албум е черна отпечатка на алуминиево фолио, а обложката на концертния албум е негатив от студийната обложка. На музикалния пазар в Япония обложката на студийния албум е черна на златисто фолио, а тази на концертната част е черна на алуминиево фолио. В Австралия и двете обложки са ламинирани дубликати на японските издания (двойният албум никога не е издаден в Австралия).